# Izmailivka, Oleksandria
Izmailivka (în ucraineană Ізмайлівка) este localitatea de reședință a comunei Izmailivka din raionul Oleksandria, regiunea Kirovohrad, Ucraina.

## Demografie
Componența lingvistică a localității Izmailivka
     Ucraineană (92,47%)
     Rusă (4%)
     Maghiară (2,12%)
     Română (1,18%)
     Alte limbi (0,24%)
Conform recensământului din 2001, majoritatea populației localității Izmailivka era vorbitoare de ucraineană (92,47%), existând în minoritate și vorbitori de rusă (4%), maghiară (2,12%) și română (1,18%).